# Vänersborgsbanken

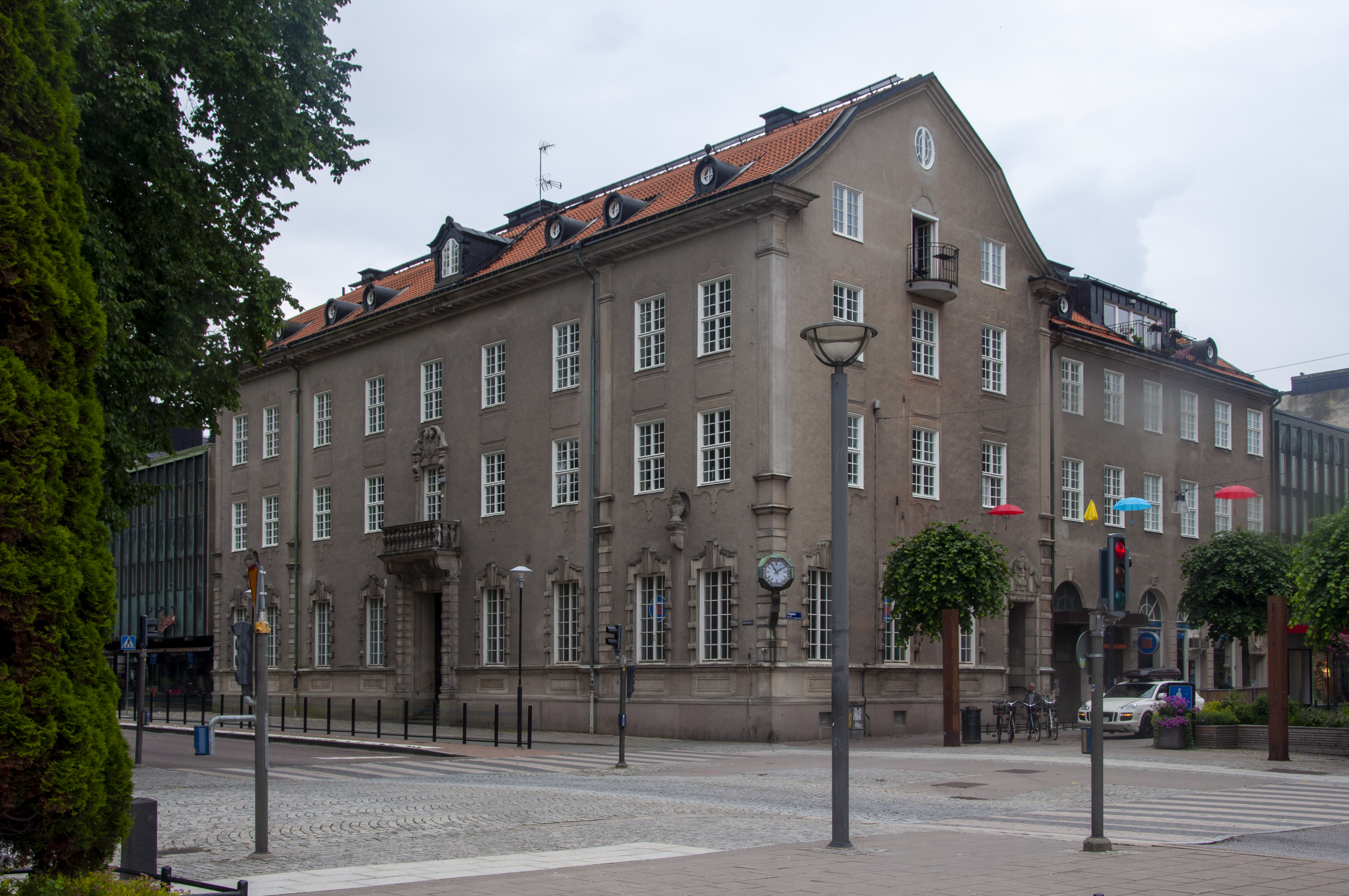
Bankens huvudkontor i Vänersborg.

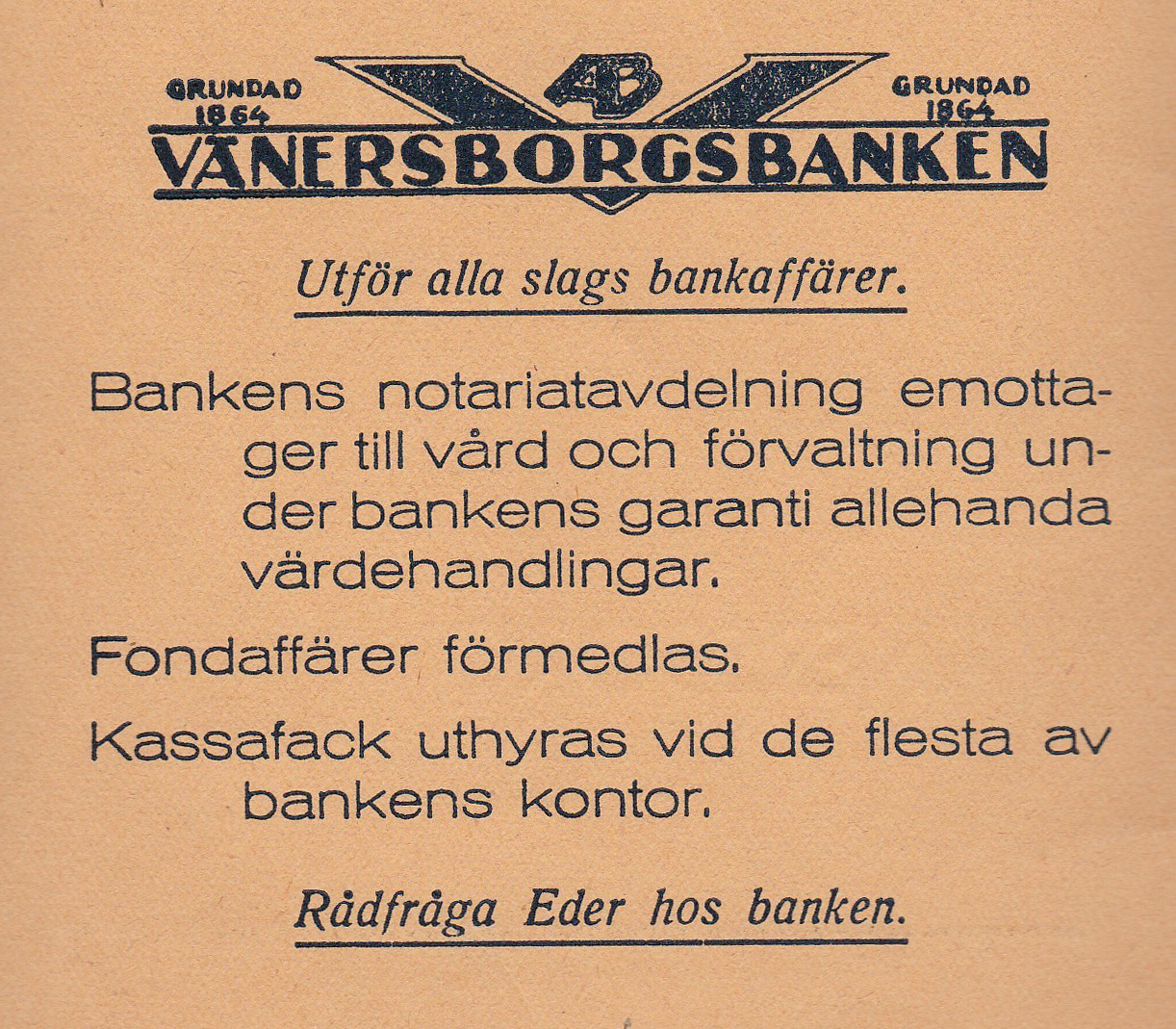
Annons i "Beskrivning över Vänersborg" publicerad 1935.

Vänersborgsbanken, ursprungligen Enskilda Banken i Venersborg, var 1864–1943 en svensk affärsbank med säte i Vänersborg.

## Historik
Banken grundades 1864 som det solidariska bankbolaget Enskilda Banken i Venersborg. År 1907 övertog man Herrljunga Kreditbolag. Bankens huvudkontor låg i Vänersborg där man 1919–1922 lät resa ett bankpalats utmed Kungsgatan enligt Ivar Tengboms ritningar. Under 1934 ombildades banken till AB Vänersborgsbanken. 
Den uppgick 1943 i Svenska Handelsbanken. Genom uppköpet stärkte Handelsbanken sin ställning i Västsverige och övertog filialkontor i Älvsborgs och Skaraborgs län i Alingsås, Bengtsfors, Blidsberg, Borås, Brålanda, Ed, Frändefors, Färgelanda, Herrljunga, Lilla Edet, Lödöse, Mellerud, Sollebrunn, Stora Mellby, Tisselskog, Trollhättan, Ulricehamn, Upphärad, Vara, Vårgårda, Åmål, Älvängen, samt i Värmlands län i Karlstad, Arvika, Gräsmark, Säffle, Torsby och Västanberg.